# Carte nationale d'identité au Bénin
Pour les autres articles nationaux ou selon les autres juridictions, voir Carte d'identité.
La carte nationale d'identité (CNI) est la carte d'identité des citoyens du Bénin. C'est un document officiel d’identification qui permet à tout citoyen de justifier de son identité et, dès lors qu'il est en cours de validité, de sa nationalité béninoise. Elle est obligatoire pour toute personne de nationalité béninoise âgée de 18 ans au moins et les enfants de moins de 18 ans sous une autorisation parentale légalisée.  C’est un service payant qui se délivre généralement dans les préfectures, les mairies, les arrondissements ou dans les consulats pour les citoyens béninois résidant hors Bénin. La validité de la carte nationale d’identité est de cinq ans.

## Procédures d'établissement d'une carte nationale d'identité
Au Bénin, conformément à l'Arrêté no 211/MISAT/DC/SA du 26 octobre 1992,  la procédure à suivre pour l’établissement d'une carte nationale d'identité se présente comme suit,:
- Original de l’acte de naissance (copie conforme au registre) plus une copie légalisée de la souche ou jugement supplétif (copie conforme au registre) accompagné de la copie légalisée de la souche, et copie légalisée du procès-verbal (PV) d’homologation ;
- Certificat de possession d’état délivré par le chef quartier ou de village ;
- Autorisation parentale pour les mineurs ;
- Acte de décès de l’époux accompagné de l’acte de mariage pour les veuves ;
- Le certificat de nationalité pour les Béninois nés à l’étranger (accompagné de la copie légalisé de la souche de celui qui donne la nationalité), les étrangers naturalisés béninois ou les personnes nées au Bénin de parent étranger ;
- Deux photos d’identité fond blanc ;
- Une fiche de saisie d’identité (délivrée à la mairie) ;
- Le certificat médical de port de verres (pour ceux qui désirent garder leurs verres sur la photo).